# Galilejeva transformacija
Galilejeva transformácija [galiléjeva ~] je v fiziki predpis, ki prevede opis kakega pojava v danem inercialnem ali nepospešenem opazovalnem sistemu v opis tega pojava v drugem nepospešenem opazovalnem sistemu, gibajočem se glede na prvega. Galilejeva transformacija velja, dokler je hitrost drugega sistema glede na prvega mnogo manjša kot hitrost svetlobe, torej v okviru klasične mehanike. Velja Galilejevo načelo relativnosti, ki pravi, da veljajo Newtonovi zakoni gibanja v vseh nepospešenih opazovalnih sistemih v enaki obliki, če jih povezuje Galilejeva transformacija. To načelo izraža izkušnjo, ki jo povemo slikovito takole: opazujmo kak pojav iz mehanike, na primer poševni met, v laboratoriju v notranjosti ladje. Če je morje mirno in ne čuti delovanja strojev, opazovalec v tem laboratoriju po izidu poskusa ne more sklepati, ali se ladja giblje premo enakomerno z veliko ali majhno hitrostjo ali miruje glede na obalo. Poskusi potekajo zanj enako, kot potekajo taki poskusi, ko jih dela in opazuje opazovalec, ki miruje na obali. Galilejeva transformacija se sklada s tem načelom. 
Najpreprostejšo obliko ima Galilejeva transformacija za prehod iz nepospešenega opazovalnega sistema {\displaystyle S} v nepospešeni opazovalni sistem {\displaystyle S'}, če se koordinatni osi {\displaystyle x} in {\displaystyle x'} obeh sistemov pokrivata, da sta osi {\displaystyle y} in {\displaystyle y'} ter {\displaystyle z} in {\displaystyle z'} vzporedni in se izhodišči obeh sistemov pokrijeta v trenutku {\displaystyle t=t'=0}. Naj je:
{\displaystyle x_{i}=(x^{0},x^{1},x^{2},x^{3})=(x^{0},x^{\mu })\!\,}
in:
{\displaystyle x^{0}=ct\!\,,}
{\displaystyle x^{1}=x\!\,,}
{\displaystyle x^{2}=y\!\,,}
{\displaystyle x^{3}=z\!\,.}
Tedaj velja:
{\displaystyle x'_{i}=\gamma _{ik}x_{k}\;\qquad (i,k=0,1,2,3)\!\,,}
kjer je:
{\displaystyle \gamma _{ik}\equiv \gamma ^{*}(x)={\begin{bmatrix}1&0&0&0\\-c\beta _{0}&1&0&0\\0&0&1&0\\0&0&0&1\end{bmatrix}}\!\,.}
Potem za opazovalni sistem {\displaystyle S'} velja:
{\displaystyle t'=t\!\,,}
{\displaystyle x'=x-v_{0}t=x-c\beta _{0}t\!\,,}
{\displaystyle y'=y\!\,,}
{\displaystyle z'=z\!\,.}
Pri tem je po dogovoru {\displaystyle \beta _{0}=v_{0}/c} (razmerju rečejo tudi relativistična beta) in {\displaystyle v_{o}} konstantna hitrost, s katero se izhodišče {\displaystyle O'} opazovalnega sistema {\displaystyle S'} giblje po osi {\displaystyle x} v opazovalnem sistemu {\displaystyle S}. Krajevna razdalja in časovni razmik med dvema dogodkoma se pri prehodu iz enega sistema v drugega ne spremenita. Enačba {\displaystyle t'-t=0} kaže, da Galilejeva transformacija predpostavlja absolutni čas in prostor, oziroma lastni čas je za vse sisteme enak. Te enačbe so osnova klasične ali Galilejeve relativnosti. V posebni teoriji relativnosti Galilejeve transformacije zamenjajo homogene Lorentzeve transformacije {\displaystyle \lambda _{ik}}, kjer čas in prostor nista več absolutna. Obe transformaciji pa sta grupi.
V prvem opazovalnem sistemu S so obratne transformacije:
{\displaystyle t=t'\!\,,}
{\displaystyle x=x'+v_{0}t=x+c\beta _{0}t\!\,,}
{\displaystyle y=y'\!\,,}
{\displaystyle z=z'\!\,.}